# 宗方脩
宗方 脩（むなかた しゅう、1970年1月23日 - ）は、日本のディスクジョッキー、ナレーター。
所属はヘリンボーン。東京都大田区出身。

## 来歴・人物
1992年にパーソナリティとしてデビュー。翌1993年、福岡のCROSS FM開局に合わせて朝の生放送を担当し、3年半にわたって福岡県内のラジオ・TVで活動。その後、ラジオ番組制作会社に在籍の傍ら、パーソナリティとして活躍。2000年に大沢事務所へ移籍後は、TV番組・CMナレーションをメインに活動。
2015年1月、大沢事務所からヘリンボーンへ移籍。

## 出演作品

### NHK解説放送
- NHK大河ドラマ（副音声解説、2010年 - ）
- スペシャルドラマ
  - 坂の上の雲（2009年 - 2011年）
  - 大仏開眼（2010年）
  - 神様の女房（2011年）
  - メイドインジャパン（2013年）
  - 生きたい たすけたい（2014年）
- 土曜時代劇
  - 陽炎の辻〜居眠り磐音 江戸双紙〜 第2シリーズ（2008年）、第3シリーズ（2009年）
  - オトコマエ!（2008年、2010年）
  - 浪花の華〜緒方洪庵事件帳〜（2009年）
- 正月時代劇
  - 陽炎の辻（2009年）
  - 御鑓拝借〜酔いどれ小籐次留書〜（2013年）
  - 桜ほうさら（2014年）

### TV番組ナレーション
- NHK
  - “妖しき文豪怪談”の魅力（2011年）
  - こんにちは動物の赤ちゃん・夏（2012年 - 2014年）
  - こんにちは動物の赤ちゃん（2012年 - 2014年）
  - 驚き！日本の底力！ヨコハマ巨大建築物語」（2012年）
  - 旅のチカラ「“私のピアノ”が生まれた町へ 〜矢野顕子ドイツ・ハンブルク〜」（2013年）
- 日本テレビ
  - NEWS ZERO（2010年6月 - 2012年3月。金曜担当）
  - モクスペ
- テレビ朝日
  - 2006FIFA W杯
  - 世界水泳2007
  - 特命戦隊ゴーバスターズ（2012年）
    - 特命戦隊ゴーバスターズ THE MOVIE 東京エネタワーを守れ!（2012年）
    - 特命戦隊ゴーバスターズVS海賊戦隊ゴーカイジャー THE MOVIE（2013年）
    - 帰ってきた特命戦隊ゴーバスターズVS動物戦隊ゴーバスターズ（2013年）

  - 報道ステーション（スポーツコーナー）
  - スーパーJチャンネル
  - ベスト・ポジション・スポーツ
- TBS
  - 世界陸上2003
  - スーパーサッカー
- テレビ東京
  - 2010 FIFAワールドカップ
  - さばドル（2012年）
  - しまじろうのわお!（2014年 - ）
- テレビ神奈川
  - ガーデンスタイル（2014年）
  - 神奈川ビジネス Up To Date（2015年4月 - ）
- WOWOW
  - ネイチャーグラフィティ「セレンゲティ 小さな命の誕生」（2012年）
  - コールドケース 迷宮事件簿 シーズン2 - 7（2008年 - 2011年）
  - Pick up Song（2007年 - 2012年）
- スカパー!
  - セリエAダイジェスト
  - UEFA Europa League

### TVCM（放映済含む）
順不同
| - WOWOW（2017年11月 - ） - タイガー groundx - 明治乳業 LG21 - ジェイコム - アクエリアスゼロ - 本田技研工業 - Panasonicの店 - 高橋書店「高橋手帳」 - 味の素「アミノバイタル」夏季オリンピック編 - 佐藤製薬「アセス」 - ジョンソン・エンド・ジョンソン「バンドエイド キズパワーパッド」 - ジェットスター航空 - アクサ生命保険 - ユーキャン - Ameba | - 花王「ビオレ」 - アルペン - 明治製菓「ガルボ ツイスト」 - マクドナルド「ハッピーセット」 - ABCマート - GREE - サッポロビール - ハウス食品「メガシャキ」ゴールデンボンバー編 - ほっともっと - 東京ディズニーシー - ヤクルト化粧品「リベシー」 - H.I.S | - AOKI - SEGA - キリン - エスエス製薬 - 国税庁 - 日清オイリオ - NTT西日本 - トヨタホーム - ニチイ学館 - 三菱鉛筆「アルファ・ゲル」 - マツモトキヨシ - トヨタ自動車 | - 東芝 - セブンイレブン - バンダイ - マスターカード「2002W杯」 - Excite - イーオン - 代々木ゼミナール - 丸美屋 - アサヒグループホールディングス - 丸大食品 |

### ラジオCM
- 国税庁
- 環境省
- 全日本空輸
- マクドナルド
- ジェットスター航空
- ヤマダ電機
- 東芝
- ライオン
- 郵便貯金
- ロト6
- アヲハタ
- 片岡物産「モンカフェ」
- トヨタ自動車
- リクルート「SUUMO」
- ワコール

### 映画上映告知（TVまたは館内）
- 『しまじろうとおおきな木』
- 『猟奇的な彼女』

ほか
- シネマイレージ告知（ターミネーター編2015）
- キネゾー告知（ターミネーター編2015）

### ラジオ

#### FM
J-WAVE
- MORNING DELIVERY ('92〜'93)他
- Sansan MEET THE INNOVATION!（2019年 - 、MAKE MY DAY内）

FM YOKOHAMA
- YOKOHAMA CITY GRAPHIC ('01〜'05)他

NACK 5
- DELIVE GELIVE ('99)
- ホリデースペシャル特番

JFN
- good morning! That's wakeman show ('01〜'03)
- Plug In Tokyo('03〜'04)
- Look Back 2006
- Look Back 2008
- Roots 他

CROSS FM(福岡)
- CROSS TODAY ('93〜96)
- COUNTDOWN KYUSHU HOT100 ('99)
- ホリデースペシャル特番、多数

Date fm 77.1(仙台)
- ZATSU-GAKU CAFE ('05〜'06)

#### AM
ニッポン放送
- ガンバレ野茂！実況生中継('97) 他
- 番組ジングル